# Pleasanton (Teksas)
Pleasanton je grad u američkoj saveznoj državi Teksas. Prema popisu stanovništva iz 2010. u njemu je živjelo 8.934 stanovnika.